# Wayne Rogers
Wayne Rogers, född 7 april 1933 i Birmingham i Alabama, död 31 december 2015 i Los Angeles i Kalifornien, var en amerikansk skådespelare mest känd för sin roll som "Trapper John" McIntyre i TV-serien M*A*S*H. Han lämnade serien 1975 och ersattes av Mike Farrell som BJ Hunnicut.
Rogers tog examen i historia på Princeton University 1954 och tjänstgjorde i amerikanska flottan innan han blev skådespelare.
Efter att ha pensionerat sig som skådespelare arbetade Rogers som investerare och framträdde som rådgivare i ekonomiprogram på TV. Han har också fått en stjärna på Hollywood Walk of Fame.